# Sporting Clube de Cumieira
O Sporting Clube de Cumieira é um clube de futebol português, localizado na freguesia de Cumieira (Santa Marta de Penaguião), município de Santa Marta de Penaguião, distrito de Vila Real. É um dos três clubes do concelho, tendo sido vencedor uma vez do Campeonato Distrital.

## História
Foi criado em 1933.
No seu historial contam-se 3 títulos de Vencedor Distrital da FNAT e uma vez Vencedor Regional.

## Ligas
- 2005-2006 - Divisão de Honra da Associação de Futebol de Vila Real.